# Province du Nord-Ouest (Zambie)
Pour les articles homonymes, voir Province du Nord-Ouest.

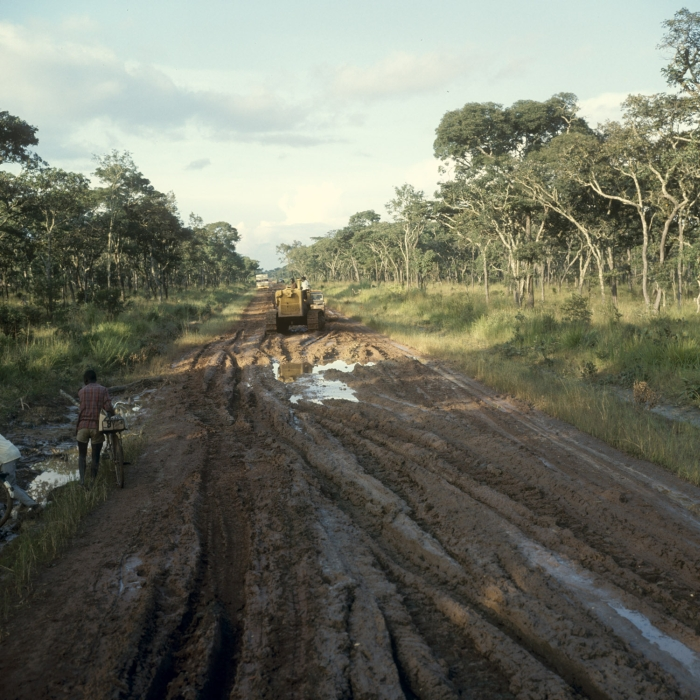
Voie de transport vers Solwezi, la capitale de la province

La province du Nord-Ouest, ou Province nord-occidentale, est une province de l'ouest de la Zambie. Elle couvre une superficie de 125,826 km 2 et compte 1 270 028 habitants en 2022, ce qui lui donne une densité de 10 hab./km 2. C'est la province la moins peuplée du pays. La capitale provinciale est Solwezi. Le taux d'alphabétisation est de 63 %, contre une moyenne nationale de 70,2 %. La population rurale représente 77,45 % de la province. La province du Nord-Ouest est bordée par l'Angola à l'ouest, la République démocratique du Congo au nord, la province de Copperbelt à l'est, la province centrale au sud-est et la province de l'Ouest au sud-ouest.
L'agriculture est l'activité économique principale, et le sorgho est la principale culture avec 1 038 tonnes par an, soit 8,98 % de la production nationale. Le taux de chômage était de 14 % en 2008, et celui des jeunes s'élevait à 31 %. Les aéroports de Zambezi (en), de Solwezi et de Kalumbila sont les trois seuls aéroports de la province. Il existe d'autres petites pistes d'atterrissage dans la province, comme celle de Mukinge à Kasempa, Kabanda à Mufumbwe, Chitokoloki à Zambezi, Kawiku à Mwinilunga, Kalene à Ikelenge, Luamfula à Mushidamo et Kyanika à Kalumbila.

## Géographie
La province du Nord-Ouest est bordée par l'Angola à l'ouest, la République démocratique du Congo au nord, la province de Copperbelt à l'est, la province centrale au sud-est et la province de l'Ouest au sud-ouest. La topographie générale de la province est caractérisée par des surfaces d'aplanissement soulevées. L'élévation générale du pays dans son ensemble tend de l'ouest vers l'est à partir du bassin du Kalahari. Le niveau des terres s'abaisse du haut Congo vers la dépression du Zambèze au sud, formant un plateau.
La province se situe dans la ligne de partage des eaux entre les systèmes fluviaux de la République démocratique du Congo et du Zambèze. La province, comme certaines autres provinces du pays, se trouve à la frontière formée par la ligne de partage des eaux qui sépare l'océan Atlantique de l'océan Indien et qui s'étend de la République démocratique du Congo au sud de la Tanzanie. Le pays connaît trois grandes saisons : une saison sèche et fraîche d'avril à août, une saison sèche et chaude d'août à novembre et une saison humide et chaude de novembre à avril. La chaleur maximale est ressentie en octobre, tandis que les précipitations maximales sont reçues en décembre. Les précipitations annuelles sont supérieures à 1 200 mm dans la région. Elle présente généralement une végétation de savane et de petites zones de forêts sèches à feuilles persistantes.
| Mois                              | jan. | fév. | mars | avril | mai  | juin | jui. | août | sep. | oct. | nov. | déc. | année |
| --------------------------------- | ---- | ---- | ---- | ----- | ---- | ---- | ---- | ---- | ---- | ---- | ---- | ---- | ----- |
| Température minimale moyenne (°C) | 16,1 | 16   | 15,6 | 13,5  | 9,2  | 5,9  | 5,5  | 8,2  | 11,2 | 14,3 | 15,7 | 16   | 5,5   |
| Température maximale moyenne (°C) | 20   | 20,4 | 20,3 | 19,8  | 17,8 | 15,7 | 15,9 | 18,5 | 21,5 | 22,3 | 21,1 | 20,2 | 22,3  |
| Record de chaleur (°C)            | 26,3 | 26,7 | 26,8 | 26,9  | 26,1 | 25   | 25,2 | 27,6 | 30,4 | 30,6 | 28   | 26,4 | 30,6  |
| Précipitations (mm)               | 240  | 210  | 190  | 80    | 10   | 0    | 0    | 0    | 10   | 60   | 170  | 240  |       |

## Démographie
Selon le recensement de 2010 (en), la province du Nord-Ouest comptait 727 044 habitants, soit 5,55 % de la population totale zambienne (13 092 666 habitants=, dont 358 141 hommes et 368 903 femmes, ce qui donne un ratio de 1 030 femmes pour 1 000 hommes, contre une moyenne nationale de 1 028. Le taux d'alphabétisation s'élevait à 63 % contre une moyenne nationale de 70,2 %. La population rurale constituait 77,45 % de la population. La superficie de la province était de 125,826km 2 et la densité était de 5,80 hab./km 2 lors du recensement de 2000 (en). La croissance démographique décennale de la province est de 2,20 %. L'âge médian dans la province au moment du mariage est de 20,5 ans. La taille moyenne des ménages est de 5,6 personnes, les familles dirigées par des femmes étant de 4,5 et celles dirigées par des hommes de 5,9. Le nombre total d'électeurs éligibles dans la province est de 72,20 %. Le taux de chômage de la province est de 10,30 %. Le taux de fécondité total est de 6,8, le taux de natalité complet de 6,3, le taux de natalité brut de 38,0, la population des femmes à la naissance de 870, le taux de fécondité général de 169, le taux de reproduction brut de 2,7 et le taux de reproduction net de 1,9. La population active totale représente 55,50 % de la population totale. Parmi la population active, 60,9 % étaient des hommes et 50,4 % des femmes. Le taux de croissance annuel de la population active est de 1,8 %. Le lunda est la langue la plus parlée avec 33,8 % de locuteurs. L'espérance de vie à la naissance est de 56 ans, contre une moyenne nationale de 51 ans.

## Parcs nationaux
Les principaux parcs nationaux de la province sont les marais de Busanga et les plaines du parc national de Kafue, le parc national de West Lunga (en) et les prairies du Zambèze à l'extrême ouest de la province.

## Administration
L'administration provinciale est mise en place à des fins purement administratives. La province est dirigée par un ministre nommé par le Président et il existe des ministères du gouvernement central pour chaque province. Le chef administratif de la province est le secrétaire permanent, nommé par le président. Il existe des secrétaires permanents adjoints, des chefs de départements gouvernementaux et des fonctionnaires au niveau provincial. La province du Nord-Ouest est divisée en onze districts : Chavuma, Ikelenge (en), Kabompo, Kalumbila (en), Kasempa, Manyinga (en), Mufumbwe, Mushindamo (en), Mwinilunga, Solwezi et Zambezi. La province compte onze conseils, chacun dirigé par un représentant élu, appelé conseiller. Le mandat de chaque conseiller est de trois ans. Le personnel administratif du conseil est sélectionné sur la base de la Commission des services de l'administration locale, à l'intérieur ou à l'extérieur du district. Le bureau du gouvernement provincial est situé dans chacun des sièges de district et dispose de fonctionnaires et d'auditeurs du gouvernement local provincial. Chaque conseil est responsable de la levée et de la collecte des impôts locaux et les budgets du conseil sont audités et soumis chaque année après le budget annuel. Les membres élus du conseil ne perçoivent pas de salaire, mais des indemnités versées par le conseil. Le Nord-Ouest est une province essentiellement rurale et il n'y a donc pas de conseils de ville ou de conseils municipaux. Le gouvernement confie 63 fonctions différentes aux conseils, la majorité d'entre elles concerne la gestion des infrastructures et l'administration locale.

## Éducation et économie
En 2004, la province comptait 536 écoles primaires, 23 écoles secondaires et le nombre d'enfants non scolarisés âgés de 7 à 15 ans s'élevait à 26 834. La province comptait 25 médecins en 2005. Cette même année, 439 cas de paludisme pour 1 000 habitants étaient recensés. Il y a eu 2 859 décès dus au sida en 2010. La superficie totale des surfaces cultivées au cours de l'année 2014 dans la province était de 79 528,80 hectares, ce qui constituait 4,19 % de la superficie totale cultivée en Zambie. La production nette s'est élevée à 175 592 tonnes, soit 4,31 % de la production agricole totale du pays. Le sorgho était la principale culture avec 1 038 tonnes, soit 8,98 % de la production nationale.